# アンドレア・グロスマン
アンドレア・グロスマン（Andrea Grossman）はアメリカ合衆国のグラフィックデザイナーである。
彼女の会社が販売する、ステッカーシール（ブランド名「Mrs. Grossman’s 」）は本国アメリカだけでなく、日本でも子供から大人のステッカーマニア等、幅広い年齢層に人気がある。
日本ではプラザ (雑貨店)、東急ハンズ等で販売されている。

## 生い立ち
パシフィックパリセイズ、カリフォルニア州出身。
パサデナのアートセンターでデザインを学び、1960年代初期にグラフィックデザインの追究のためサンフランシスコへ引越す。
1975年に文具メーカーとして、「Mrs. Grossman’s Paper Company」を設立。現在ではアメリカ最大のステッカー工場として、工場見学のツアーを組まれるほど有名となっている。